# IV Congresso nazionale del Partito Comunista Cinese
Il IV Congresso del Partito Comunista Cinese si svolse l'11-22 gennaio 1925 a Shanghai. Esso analizza il rapporto con il Kuomintang e le misure che il PCC avrebbe dovuto prendere in questo particolare periodo.

## Svolgimento del Congresso
- Delegati: 20
- Membri del Partito: 994

Continuando nella formazione culturale e ideologica del Partito Comunista Cinese, il IV Congresso analizzò il ruolo di ogni classe sociale esistente allora in Cina nella rivoluzione democratica; si decise di rafforzare inoltre il movimento dei contadini, degli studenti e delle donne, ritenuti appunto alleati naturali della classe operaia, ancor più nelle prospettive della rivoluzione democratica. Inoltre, si fece un bilancio del rapporto proficuo con il Kuomintang, che si decise di proseguire.
Chen Duxiu venne nuovamente rieletto Segretario generale (presidente?), ma questa volta Mao Zedong non venne eletto nel Comitato Centrale, che si impegnava invece nell'apparato centrale del Kuomintang e fra i contadini dello Hunan.

## Giudizio ufficiale cinese
Il Congresso analizzò il ruolo delle differenti classi nella società cinese nel movimento rivoluzionario nazionale. Prestò attenzione all'importanza della leadership del proletariato nell'alleanza fra operai e contadini, esponendo che il movimento rivoluzionario cinese avrebbe potuto essere vittorioso soltanto con la potente partecipazione e dirigenza del proletariato e che la rivoluzione cinese necessitava della saggia partecipazione di operai, contadini e della media borghesia urbana e della piccola borghesia, fra i quali i contadini sono "una parte importante" e "alleati naturali della classe operaia". Il Congresso analizzò l'esperienza e le lezioni dell'alleanza con il KMT dell'anno precedente ed estrapolò progetti per formare il movimento degli operai, il movimento dei contadini, il movimento giovanile e il movimento delle donne. Decise di rafforzare le organizzazioni del Partito di tutto il paese per portare ad un grande sviluppo della rivoluzione.